# کرم‌آباد (نورآباد)
کرم‌آباد یک روستا در ایران است که در دهستان نورآباد شهرستان دلفان واقع شده‌است. کرم‌آباد ۱۹۴ نفر جمعیت دارد.